# 茅栗
茅栗（学名：Castanea seguinii），又名野栗子（江苏、浙江）、毛栗（南京、湖南）、毛板栗（湖北），为壳斗科栗属的植物，是中国的特有植物。分布於中国大陆的五岭南坡以北各地，广布於大别山以南，生长於海拔400米至2,000米的地区，一般生於丘陵山地以及山坡灌木丛中。

## 延伸阅读
[在维基数据编辑]
 《植物名實圖考·茅栗》，出自吳其濬《植物名實圖考》